# Studina
Studina é uma comuna romena localizada no distrito de Olt, na região de Oltênia. A comuna possui uma área de 37.62 km² e sua população era de 2826 habitantes segundo o censo de 2007.